# 鈴原知花
鈴原 知花（すずはら ちか、3月12日 - ）は、日本の歌手、声優、タレント。愛称は”ちぃ”。神奈川県出身。血液型B型。

## 来歴
あかべぇそふとつぅ,AXL,Ex-iT など人気PCゲームメーカーの主題曲やタイアップ曲を担当。
人気PCゲーム歌手として活躍していた中で突如、老舗メイド喫茶「ぴなふぉあ」のメイドに転身。
オタクブーム絶頂期に人気No.1メイドとして。後にぴなふぉあから生まれたアイドルユニット「めろでぃーリアン」でセンターを務める。
2017年末より声優、歌手として活動を再開する。中国大規模アニメイベント「FFACG」への出演、「バンコク日本博2018」への出演、企業タイアップなど、幅広いジャンルで活躍する。

## シングル
| No   | タイトル         | 年月       |                                |
| ---- | ---------------- | ---------- | ------------------------------ |
| 1st  | Girl Meets Boy!  | 2010年8月  |                                |
| 2nd  | キモチのカタチ   | 2010年12月 |                                |
| 3rd  | メモリーズ       | 2011年8月  |                                |
| 4th  | Lovely Action    | 2012年12月 |                                |
| 5th  | Summer Drive!    | 2013年8月  |                                |
| 6th  | I wish...        | 2013年12月 |                                |
| 7th  | イカ喰おう！     | 2018年8月  |                                |
| 8th  | 未来を描いて     | 2019年2月  | バンコク日本博2018テーマソング |
| 9th  | 誘惑サワディカー | 2019年8月  |                                |
| 10th | 好奇心リフレイン | 2019年12月 |                                |

## タイアップ作品
| No | タイトル            | 年月       | 備考                                                                |
| -- | ------------------- | ---------- | ------------------------------------------------------------------- |
| 1  | Dreamin'            | 2009年9月  | あかべぇそふとつぅ「W.L.O.世界恋愛機構L.L.S.-LOVE LOVE SHOW」主題曲 |
| 2  | その光              | 2009年10月 | 暁WORKS 「コミュ - 黒い竜と優しい王国」エンディングテーマ曲         |
| 3  | Hinomaruuuuuurrrrry | 2010年2月  | WHEEL「ひのまるっ」主題曲                                           |
| 4  | TRUST               | 2011年3月  | Parasol「でりばらっ！-deliverance of strays-」 主題曲               |
| 5  | 二人アゲ            | 2011年5月  | AXL「愛しい対象の護り方」 大居成実エンディングテーマ曲              |
| 6  | ひながた            | 2012年1月  | Ex-iT「ひよこストライク!」イメージ曲                                |
| 7  | 未来を描いて        | 2019年2月  | 「バンコク日本博2018」テーマソング                                  |

## アルバム
| No  | タイトル  | 年月       | 収録曲 |
| --- | --------- | ---------- | --- |
| 1st | I Wish... | 2013年12月 | 1.『Girl Meets Boy!』 2.『キモチのカタチ 3.『メモリーズ』 4.『Lovely Action』 5.『Summer Drive!』 6.『I wish…』 |

## PCゲーム歌手
PCゲーム歌手として、様々なPCゲームメーカーへタイアップを行う。鈴原知花としても楽曲の発表を行っている。

### タイアップ作品
- 2009年9月　  あかべぇそふとつぅ「W.L.O.世界恋愛機構L.L.S.-LOVE LOVE SHOW」主題曲 / Dreamin'
- 2009年10月　暁WORKS 「コミュ - 黒い竜と優しい王国」エンディングテーマ曲 / その光
- 2010年2月　  WHEEL「ひのまるっ」主題曲 / Hinomaruuuuuurrrrry
- 2011年3月　  WHEEL「ぶらぶら」 voice担当
- 2011年5月　  Parasol「でりばらっ！-deliverance of strays-」 主題曲 / TRUST
- 2011年5月　  AXL「愛しい対象の護り方」 大居成実エンディングテーマ曲  / 二人アゲ
- 2012年1月　  Ex-iT「ひよこストライク!」イメージ曲 / ひながた

## メイド喫茶
「電車男」や「L change the WorLd」の撮影現場として使われる人気メイド喫茶「ぴなふぉあ」にてNo.１人気のメイドさんとして活躍。
ぴなふぉあの看板でイメージモデルを歴任。芸能人・著名人のファンが多い。

### 主な出演　映画 / テレビ
- 2012年6月　  ドラマ「非公認戦隊アキバレンジャー」 第9話 出演

- 2012年8月 　TBS「なんだ君は!?TV」ゲスト出演
- 2012年11月　映画 「武蔵野線の姉妹」出演
- 2013年1月 　TBS「有田とマツコ男と女」新春SPゲスト出演

### 主な出演　イベント / メディア
- 2012年9月　「東京ゲームショウ2012」ゲスト出演
- 2013年6月 　J-POP GIRLS 「キュン！Vol.4」雑誌掲載
- 2015年1月　 「アキバ大好き祭り」ゲスト出演
- 2015年1月　 集英社 週刊ヤングジャンプ「妖怪少女 -モンスガ-」 単行本第3巻 表紙デザイン
- 2015年7月　 オンラインゲーム「World of Tanks」コラボ出演

## アイドル時代
「めろでぃーリアン」は東京・秋葉原のメイドカフェぴなふぉあから生まれたアイドルユニットである。
ユニット名の「リアン」とはフランス語で「絆（lien）」という意味であり、「音楽を通して絆を深めてゆくアイドル」として2011年8月7日より活動を開始した。
プロデューサーは、KOUTAPAIこと大河内航太が担当している。結成当初から店舗に併設されたイベントスペースでライブを行い、
徐々に外部の小さなライブから大きなイベントまで出演するようになり、活動を拡大させている。2011年10月に1stCDをリリース、7thシングルは発売当日に完売した。

### 楽曲
- 2011年10月　1st Single『恋のバミリオン ／ カラフルカラー』
- 2012年8月　  2nd Single『感涙エクスペアリアンス』
- 2012年10月　3rd Single『君をアンチェイン』
- 2012年11月　4th Single『消灯5時！』
- 2012年12月　5th Single『エレメンタリズム』
- 2013年1月     6th Single『ピースフル前頭葉』
- 2013年2月     7th Single『先生に礼！』
- KONAMI 音楽ゲーム GITADORA「迎撃のフォルテ」「振動デザイア」収録

### DVD
- 2012年2月 　『メイドカフェぴなふぉあ DVD 8周年記念イベント』めろでぃーリアンライヴ（恋のバミリオン/カラフルカラー）収録
- 2013年5月 　めろでぃーリアン1stワンマンライヴ！！～会場を燃えつくせ！めろリアファイヤー！～

### テレビ
- 2012年10月　フジテレビ「レッドゾーン」アイドルの実態特集出演。
- 2013年2月 　 フジテレビ「めざましテレビ」ゲスト出演
- 2013年2月 　 フジテレビ「とくダネ！」線引きジャーナリストアイドルご法度特集出演
- 2013年2月 　 TBS「ランク王国」アキバ系ライヴアイドル注目に出演

### ラジオ
- 2012年11月　ラジオ日本「マシェリバラエティ×カンムリラジオ♯45 どっとじぇーぴぃ×めろでぃーリアン」

### 主催ライブ
- 2012年11月　めろでぃーリアンpresent's ～音楽の絆～（秋葉原CLUB GOODMAN）
- 2012年12月　めろでぃーリアンpresent's ～音楽の絆～ vol.2（秋葉原CLUB GOODMAN）
- 2013年5月　  PPP Music Collection Vol.7
- 2013年5月　  めろでぃーリアン1stワンマンライヴ！！～会場を燃えつくせ！めろリアファイヤー！～
- めろでぃーリアン ぴな☆スタライヴ（毎週開催）

### ライブ・イベント
- 2011年8月　 Go Ahead Live IDOL 創刊記念イベント（TOKYO FMホール）
- 2011年10月　第1回「つんつべ♂フェス」（ESPミュージカルアカデミー）
- 2011年10月　萌えフェス2011秋の陣（TOKYO FMホール）
- 2011年10月　POP’n GIRLS祭り Vol.1（TOKYO FMホール）
- 2011年11月　赤坂音楽祭～日本を元気にしよう（赤坂BLITZ）
- 2011年12月　第2回「つんつべ♂フェス」（新宿BLAZE）
- 2011年12月　BREAK GIRLS FESTIVAL at 赤坂BLITZ（赤坂BLITZ）
- 2012年1月　 もえもーしょんinテレビ朝日umu（テレビ朝日umu）
- 2012年4月 　春のラジ館まつり2012（ベルサール秋葉原）
- 2012年12月　浜松第7回クリスマスフェスティバル（静岡県浜松市役所）
- 2012年12月　冬のラジ館まつり2012（秋葉原UDX）
- 2013年1月　 アキバ大好き！祭り2013迎春（ベルサール秋葉原）
- 2013年7月　「TOKYO IDOL FESTIVAL 2013」出演

　  SHIBUYA DESEO、SHIBUYA O-CREST、東京キネマ倶楽部、吉祥寺CLUB SEATA、渋谷WOMB等他多数

### 雑誌掲載
- Princess☆Collection 姫まつり（オークラ出版）

## ソロ活動
2017年末より声優、歌手として活動を再開する。

### 楽曲
- 2018年8月   7th Single『イカ喰おう！』
- 2019年2月   8th Single『未来を描いて』
- 2019年8月   9th Single『誘惑サワディカー』
- 2019年12月 10th Single『好奇心リフレイン』

### テレビ
- 2017年10月  東京MXアニュ研　出演（ナレーション、たまっこ）

### テレビアニメ
- 邪神ちゃんドロップキック（2018年、女）

### イベント（タイアップ出演）
- 2017年11月 シナモロール文化祭　公式レポーター就任
- 2017年12月 ゲームアプリ「我が天下」公式モデル就任
- 2018年8月   CoCo都可アンバサダー就任
- 2019年6月 「ハナヤシキプロレスリング」初代パンダカー娘として出演

### ライブ
- 2017年12月 中国広州ffacgexpo (萤火虫新年狂欢祭)ライブ出演
- 2018年8月  タイバンコク日本博2018にてテーマソング担当&ライブ出演

### 舞台
- 2019年6月 「スリーアウト！～ホームラン篇～」出演

### 雑誌
- 2018年12月 雑誌「Quick Japan」12月号に掲載

### 主催イベント
- 2016年6月5日 鈴原飯店
- 2016年10月16日 ハロウィンパ〜ちぃカフェ
- 2016年12月11日 クリスマスパ〜ちぃカフェ
- 2017年3月5日 鈴原知花生誕パ〜ちぃカフェ
- 2018年12月15日 メイド喫茶ちぃカフェ
- 2019年3月3日 鈴原知花生誕パ〜ちぃカフェ